# Bryodusenia
Bryodusenia là một chi rêu trong họ Meteoriaceae.